# Esponsorama Racing
Esponsorama Racing is een Spaans motorsportteam dat binnen het wereldkampioenschap wegrace uitkomt in de MotoGP, Moto3 en MotoE-klassen.

## Geschiedenis
Esponsorama Racing begon in 1994 als By Queroseno Racing, ook bekend als Team BQR, opgericht door Raúl Romero en Josep Oliva. Het nam deel aan het Spaans kampioenschap wegrace en won drie kampioenschappen in de Fórmula Extreme-klasse en twee in de 125cc-klasse met coureurs als José David de Gea, Stefan Bradl en Efrén Vázquez.
In 2001 debuteerde BQR in de 250cc-klasse van het wereldkampioenschap wegrace met Honda, nadat het al veelvuldig deelnam aan races met een wildcard. In 2007 stpate het team over naar een Aprilia-motor. In 2008 behaalde het team met Scott Redding hun eerste Grand Prix-zege in de 125cc-klasse van de Grand Prix van Groot-Brittannië.
In 2009 presenteerde BQR de allereerste Moto2-motorfiets en reed met een prototype van deze motor in het Spaanse kampioenschap. In 2010 ging het team ook rijden in de Moto2 met Yonny Hernández en Mashel Al Naimi als coureurs. Daarnaast bleef het rijden in de 125cc met Esteve Rabat. In de Moto2 was het weinig succesvol, maar in de 125cc behaalde Rabat twee podiumplaatsen en eindigde hij als zesde in het kampioenschap.
In 2011 reed het team opnieuw in de Moto2 en de 125cc, met respectievelijk een FTR- en een Aprilia-motor. Rabat stapte met het team over naar de Moto2 en was de beste coureur van het team met een podiumplaats en een tiende plaats in de eindstand. In de 125cc maakte Maverick Viñales zijn debuut bij het team en won hij vier races, waarmee hij derde werd in het klassement.
In 2012 veranderde de naam van het team naar Avintia Racing na een samenwerking tussen BQR en de Grupo Avintia. Tevens debuteerde het in de MotoGP als klantenteam, waarin het FTR- en Inmotec-motorfietsen gebruikte onder de naam BQR, met motoren van Kawasaki. Het team reed met Hernández en Iván Silva als vaste coureurs, waarbij Hernández met een zeventiende plaats in de eindstand de beste rijder was. Het team bleef ook actief in de Moto2, maar zette slechts een motor in voor Julián Simón, die twee podiumplaatsen behaalde en dertiende werd in de eindstand.
In 2013 reed Esponsorama met Hiroshi Aoyama en Héctor Barberá in de MotoGP, waarvan de laatste de meest succesvolle bleek met 35 punten en een zestiende plaats in het eindklassement. In de Moto2 begon het team met Kyle Smith en Toni Elías aan het seizoen. Nadat Smith al twee races door Dani Rivas werd vervangen, moesten beide coureurs het veld ruimen en werden zij voor de Grand Prix van San Marino vervangen door Ezequiel Iturrioz en Álex Mariñelarena.
In 2014 nam Esponsorama enkel deel aan de MotoGP, waarbij Aoyama werd vervangen door Mike Di Meglio. Het grootste deel van het seizoen werd gereden met een Kawasaki gebaseerd op de motor uit 2007-2009, maar voor de laatste vijf raceweekenden mocht het team voor Barberá een Ducati Desmosedici inzetten na een deal met Ducati. Hierdoor werden zijn resultaten direct beter; een vijfde plaats in de Grand Prix van Australië was zijn beste resultaat, nadat hij eerder niet verder kwam dan twee vijftiende plaatsen.
In 2015 reed Esponsorama niet meer met een eigen motor, maar kwamen zowel Barberá als Di Meglio uit op een Ducati. Barberá eindigde regelmatig in de punten en werd vijftiende in het kampioenschap, terwijl de resultaten van Di Meglio teleurstellend waren, waardoor hij in 2016 werd vervangen door Loris Baz. Barberá eindigde als eerste Esponsorama-coureur ooit in de top 10 van het MotoGP-kampioenschap, terwijl Baz twintigste werd.
In 2017 bleven Barberá en Baz rijden bij Esponsorama, maar waren hun resultaten minder dan in de voorgaande seizoenen: Baz werd achttiende in het kampioenschap, terwijl Barberá teleurstellend op de 22e plaats eindigde. Daarnaast kwam het team met Vicente Pérez ook uit in twee races in het Moto3-kampioenschap met een wildcard, maar de coureur viel in beide races uit.
In 2018 kwam Esponsorama in de MotoGP uit met Xavier Siméon en de terugkerende Esteve Rabat. De laatste raakte echter geblesseerd tijdens de vrije trainingen voor de Grand Prix van Groot-Brittannië en kon de rest van het seizoen niet deelnemen. Hij werd eenmalig vervangen door Christophe Ponsson en voor de resterende zes races door Jordi Torres. Desondanks werd Rabat met een negentiende plaats in de eindstand wel de hoogst geklasseerde coureur van het team. Hiernaast keerde Esponsorama fulltime terug in de Moto3. Zij begonnen het seizoen met Livio Loi als coureur, maar deze werd vanwege teleurstellende resultaten vervangen door Pérez. In de Moto2 reed het team in negen van de negentien races met coureur Xavi Cardelús.
In 2019 kwam Esponsorama in de MotoGP uit met Rabat en Karel Abraham als coureurs, terwijl het in de Moto3 fulltime rijdt met Pérez.
In 2020 kwam Esponsorama Racing uit in de MotoGP met de terugkerende Johann Zarco en de blijvende Esteve Rabat. In de Moto3 kwamen ze uit met Carlos Tatay en in de MotoE met Xavier Cardelús & Eric Granado.
In 2021 komt Esponsorama Racing uit met een nieuw rijders duo in de naam van Luca Marini en Enea Bastianini in de MotoGP. In de Moto3 komen ze uit met Niccolò Antonelli en Carlos Tatay. En in de MotoE komen ze uit met het rijders duo André Pires en Xavier Cardelús.